# B.Z. am Mittag
B.Z. am Mittag var den första tyska boulevardtidningen. Den gavs ut i Berlin av Ullstein-Verlag under åren 1904–1943. Förkortningen "B.Z." stod för Berliner Zeitung.